# 6909 Levison
6909 Levison este un asteroid care intersectează orbita planetei Marte.

## Descriere
6909 Levison este un asteroid care intersectează orbita planetei Marte. Asteroidul prezintă o orbită caracterizată de o semiaxă mare de 2,72 ua, o excentricitate de 0,47 și o înclinație de 38,0° în raport cu ecliptica.